# US Open 2007
Lo US Open 2007 è stata la 127ª edizione dello US Open (tennis) e quarta prova stagionale dello Slam. Si è disputato dal 27 agosto al 9 settembre 2007 al USTA Billie Jean King National Tennis Center in Flushing Meadows di New York negli Stati Uniti. 
Il singolare maschile è stato vinto dallo svizzero Roger Federer, che si è imposto sul serbo Novak Đoković col punteggio di 7–6(4), 7–6(2), 6–4. Il singolare femminile è stato vinto dalla belga Justine Henin, che ha battuto la russa Svetlana Kuznecova. 
Nel doppio maschile si sono imposti Simon Aspelin e Julian Knowle. Nel doppio femminile hanno trionfato Nathalie Dechy e Dinara Safina. 
Nel doppio misto la vittoria è andata alla bielorussa Viktoryja Azaranka, in coppia con Maks Mirny.

## Partecipanti uomini

### Teste di serie
| Nazionalità | Giocatore           | Ranking | Testa di serie |
| ----------- | ------------------- | ------- | -------------- |
| Svizzera    | Roger Federer       | 1       | 1              |
| Spagna      | Rafael Nadal        | 2       | 2              |
| Serbia      | Novak Đoković       | 3       | 3              |
| Russia      | Nikolaj Davydenko   | 4       | 4              |
| Stati Uniti | Andy Roddick        | 5       | 5              |
| Stati Uniti | James Blake         | 6       | 6              |
| Cile        | Fernando González   | 7       | 7              |
| Spagna      | Tommy Robredo       | 8       | 8              |
| Rep. Ceca   | Tomáš Berdych       | 9       | 9              |
| Germania    | Tommy Haas          | 10      | 10             |
| Russia      | Michail Južnyj      | 11      | 11             |
| Croazia     | Ivan Ljubičić       | 12      | 12             |
| Francia     | Richard Gasquet     | 13      | 13             |
| Argentina   | Guillermo Cañas     | 14      | 14             |
| Spagna      | David Ferrer        | 15      | 15             |
| Australia   | Lleyton Hewitt      | 16      | 16             |
| Spagna      | Carlos Moyá         | 17      | 17             |
| Cipro       | Marcos Baghdatis    | 18      | 18             |
| Regno Unito | Andy Murray         | 19      | 19             |
| Argentina   | Juan Ignacio Chela  | 20      | 20             |
| Spagna      | Juan Carlos Ferrero | 21      | 21             |
| Francia     | Paul Henri Mathieu  | 22      | 22             |
| Argentina   | Juan Mónaco         | 23      | 23             |
| Argentina   | David Nalbandian    | 24      | 24             |
| Russia      | Marat Safin         | 25      | 25             |
| Finlandia   | Jarkko Nieminen     | 26      | 26             |
| Russia      | Dmitrij Tursunov    | 27      | 27             |
| Spagna      | Nicolás Almagro     | 28      | 28             |
| Italia      | Filippo Volandri    | 29      | 29             |
| Italia      | Potito Starace      | 31      | 30             |
| Austria     | Jürgen Melzer       | 32      | 31             |
| Croazia     | Ivo Karlović        | 33      | 32             |

### Altri partecipanti
I seguenti giocatori hanno ricevuto una wildcard per il tabellone principale:
- John Isner
- Donald Young
- Wayne Odesnik
- Jesse Levine
- Alex Kuznetsov
- Michael McClune
- Ryan Sweeting
- Alun Jones

I seguenti giocatori sono passati dalle qualificazioni:

- Paul Capdeville
- Rik De Voest
- Philipp Petzschner
- Dudi Sela
- Andrei Pavel
- Scoville Jenkins
- Rainer Schüttler
- Thierry Ascione
- Alexander Waske
- Pablo Cuevas
- Steve Darcis
- Bruno Echagaray
- Michał Przysiężny
- Björn Phau
- Frank Dancevic
- Dominik Meffert
- John Isner (lucky loser)
- Donald Young (lucky loser)
- Bobby Reynolds (lucky loser)
- Robin Haase (lucky loser)
- Wayne Odesnik (lucky loser)

## Risultati

### Singolare maschile
Roger Federer ha battuto in finale  Novak Đoković con il punteggio di 7–6(4), 7–6(2), 6–4.

#### Statistiche della finale maschile
| 9 settembre 2007 16:00 Finale maschile | Roger Federer (1) | 3 – 0 7–6(4), 7–6(2), 6–4 | Novak Đoković (3) | Arthur Ashe Stadium, New York spettatori: 22.000 |

|              |                         |              |  |
| 60% (64/106) | Prime di servizio       | 53% (62/116) |  |
|              |                         |              |  |
| 4            | Doppi falli             | 7            |  |
|              |                         |              |  |
| 34           | Errori gratuiti         | 40           |  |
|              |                         |              |  |
| 42           | Vincenti                | 32           |  |
|              |                         |              |  |
| 11           | Aces                    | 5            |  |
|              |                         |              |  |
| 79% (50/63)  | Vincenti 1ª di servizio | 71% (44/62)  |  |
|              |                         |              |  |
| 64% (27/42)  | Vincenti 2ª di servizio | 56% (30/54)  |  |
|              |                         |              |  |
| 119          | Punti totali            | 103          |  |
|              |                         |              |  |
|              |                         |              |  |

### Singolare femminile
Justine Henin ha battuto in finale  Svetlana Kuznecova con il punteggio di 6–1, 6–3.

### Doppio maschile
Simon Aspelin /  Julian Knowle ha battuto in finale  Lukáš Dlouhý /  Pavel Vízner con il punteggio di 7–5, 6–4.

### Doppio femminile
Nathalie Dechy /  Dinara Safina ha battuto in finale   Chan Yung-jan /  Chuang Chia-jung con il punteggio di 6–4, 6–2.

### Doppio misto
Viktoryja Azaranka /  Maks Mirny ha battuto in finale  Meghann Shaughnessy /  Leander Paes con il punteggio di 6–4, 7–6(6).

## Junior

### Singolare ragazzi
Ričardas Berankis ha battuto in finale  Jerzy Janowicz con il punteggio di 6–3, 6–4.

### Singolare ragazze
Kristína Kučová ha battuto in finale  Urszula Radwańska con il punteggio di 6–3, 1–6, 7–6(4).

### Doppio ragazzi
Jonathan Eysseric /  Jerome Inzerillo hanno battuto in finale  Grigor Dimitrov /  Vasek Pospisil con il punteggio di 6–2, 6–4.

### Doppio ragazze
Ksenija Milevskaja /  Urszula Radwańska hanno battuto in finale  Oksana Kalašnikova /  Ksenija Lykina con il punteggio di 6–1, 6–2.

## Carrozzina

### Singolare maschile in carrozzina
Shingo Kunieda ha battuto in finale  Robin Ammerlaan con il punteggio di 6–2, 6–2.

### Singolare femminile in carrozzina
Esther Vergeer ha battuto in finale  Florence Gravellier con il punteggio di 6–3, 6–1.

### Doppio maschile in carrozzina
Shingo Kunieda /  Satoshi Saida hanno battuto in finale  Robin Ammerlaan /  Michael Jeremiasz con il punteggio di 6–3, 6–2.

### Doppio femminile in carrozzina
Jiske Griffoen /  Esther Vergeer hanno battuto in finale  Korie Homan /  Sharon Walraven con il punteggio di 6–1, 6–1.

### Singolare quadrato in carrozzina
Peter Norfolk ha battuto in finale  David Wagner con il punteggio di 7–6(5), 6–2.

### Quad doppio
Nick Taylor /  David Wagner hanno battuto in finale  Sarah Hunter /  Peter Norfolk con il punteggio di 6–1, 4–6, 6–0.

## Legende

### Campioni maschile per invito
Todd Martin

### Campionesse femminile per invito
Conchita Martínez e  Jana Novotná

### Campioni misto per invito
Round Robin 1:  Nataša Zvereva /  Andrés Gómez

Round Robin 2:  Anne Smith /  Stan Smith